# Рада Манојловић
Радмила Рада Манојловић (Пожаревац, 25. август 1985) српска је певачица. Истакла се као другопласирана учесница треће сезоне певачког такмичења Звезде Гранда (2007), а такође је учествовала и у првој сезони али није доспела до финала. Издала је четири студијска албума: Десет испод нуле (2009), Маракана (2011), Метропола (2016) и Прва дама (2024).

## Биографија
Док се није појавила на Гранд сцени углавном је проводила време у свом родном селу Четережу, где је завршила основну школу, а средњу економску у Великој Плани. Када је имала 19 година, њена мајка Мирјана (1964—2004) је преминула од тешке болести у 40. години. Уз помоћ сестре Маје и оца, Рада је пребродила тај губитак.
Рада се 2003. године пријавила за аудицију Звезде Гранда. На тој аудицији није имала среће, али снимила је албум који није познат публици и није постигао очекивани успех, пре него што се поново пријавила у Звездама гранда снимила је аматерски студијски албум Ћао безобразни са десет песама (Опасно сам опасна, Ћао безобразни, Ја лутам сама, Друштво и друге). Након четири године, својим гласом је скренула пажњу на себе и када је почело такмичење Звезде Гранда истакла се и дошла до финала. У финалу су остали Душан Свилар и она, када је освојила друго место. Као и остали учесници финала добила је своју прву песму Никада више. Убрзо је и почео Гранд фестивал на којем је Рада отпевала своју нову песму Боле ове усне неверне. Одмах је почела да осваја гледаоце, а између осталог и младог Милана Станковића, такође учесника Звезда Гранда. Затим је снимала своју трећу песму Боље она него ја.
Студирала је економију на Универзитету у Крагујевцу.
Први албум је издала 2009. године под називом Десет испод нуле где су се песме Десет испод нуле и Рођендан идвојиле и биле пун погодак у то време. После краћег времена, снима дует 2010. године са Сашом Матићем Мешај мала. Други албум, Маракана, из 2011. године, надмашио је претходни албум по истоименој песми коју је извела у емисији Амиџи шоу. Са тог албума, остале песме које су оствариле велики успех су Није мени, С мора на планине и остале. Године 2013. снима песму пуну ритма са Цвијом, Нема те, што Раду представља у другом светлу, а 2014. године песму Глатко; песма Алкотест у сарадњи са IDJ play, остварила је успех са преко 37 милиона прегледа на сајту Јутјуб. Тренутно је један од чланова жирија у дечјој емисији Неки нови клинци заједно са Милицом Тодоровић, Банетом Мојићевићем и Миланом Топаловићем Топалком. Почетком 2016. снимила је песму са победником девете сезоне Звезде Гранда Харисом Берковићем; реч је о песми Бисери и свила. Рада и Харис снимили су и спот за исту у сарадњи са Toxic Entertainment.

## Дискографија

### Албуми
- Десет испод нуле (2009)
- Маракана (2011)
- Метропола (2016)
- Прва дама (2024)

### Синглови
- Кораци твоји (2005)
- 50 пута (2009)
- Боље она него ја (2009)
- Никада више (2009)
- Радо би те ми (сарадња са Стеваном Анђелковићем, Дарком Филиповићем и Ћиром) (2010)
- Moj Драгане (2010)
- Мешај, мала  (дует са Сашом Матићем) (2011)
- С мора на планине (2012)
- Нема те (дует са Цвијом) (2013)
- Алкотест (2016)
- Бисери и свила (дует са Харисом Берковићем) (2016)
- Пусти ноћи нека боле (дует са Харисом Берковићем) (2016)
- Метропола (2016)
- Спавај мирно (2017)
- Пола два (2017)
- Два промила (дует са Ди-џеј Шонеом) (2017)
- Живот на месецу (2018)
- Лавље крзно (дует са Стефаном Димитријевићем Леоном) (2018)
- Свадба (дует са Емиром Ђуловићем) (2019)
- Малолетна (2023)
- Половно (дует са Стефаном Димитријевићем Леоном) (2024)

### Остале снимљене песме
Већина ових песама снимљена је за емисије Гранда, сегменте као што су Гранд дуел, Гранд дуети или као дуети са такмичарима новијих сезона Звезди гранда
- Иду ми иду (2009) Гранд дуел са Вики Миљковић
- Ти си мој грех (2009) обрада песме Лепе Брене
- Уђи слободно (2009) обрада Лепе Брене
- Где си да си мој голубе (2009) са Миланом Станковићем
- Ти си лек за моју душу (2010) са Дарком Лазићем
- Сине мој (2010) обрада песме Биљане Сечивановић
- Главу горе мала (2011) са Лепом Лукић
- Ти си лек за моју душу (2011) са Шабаном Шаулићем
- Мешај мала (2012) са Николом Бокуном
- Мешај мала (2012) са Амаром Гилетом
- Мешај мала (2015) са Харисом Берковић
- Хеј драги драги (2015, лајв)
- Добро јутро моја вољена (2022) са Менилом Велиоским
- Марамица са Гоцом Лазаревић

Видеографија
| Видео-спот           | Год. | Режисер                 |
| -------------------- | ---- | ----------------------- |
| Мешај мала           | 2010 | Рај продукција          |
| С мора на планине    | 2012 | DM SAT                  |
| Није мени            | 2012 | Готива                  |
| Моје мило            | 2012 | Готива                  |
| Нема те              | 2013 | DM SAT                  |
| Алкотест             | 2014 | Андреј Илић (IDJVideos) |
| Глатко               | 2014 | Дејан Милићевић         |
| Бисери и свила       | 2016 | TOXIC ENTERTAINMENT     |
| Истина жива          | 2016 | TOXIC ENTERTAINMENT     |
| Метропола            | 2016 | Gotiva                  |
| Гратис               | 2016 | IDJVideos               |
| Макарена             | 2016 | DM SAT                  |
| За бивше љубави      | 2016 | Дејан Милићевић         |
| Пусти ноћи нека боле | 2016 | CODE                    |
| Спавај мирно         | 2017 | TOXIC ENTERTAINMENT     |
| Пола два             | 2017 | Харис Дубица            |
| Два промила          | 2017 | NNMEDIA                 |
| Живот на месецу      | 2018 | Харис Дубица            |
| Лавље крзно          | 2018 | daVideo                 |
| Свадба               | 2019 | Горан Матијевић         |
| Малолетна            | 2023 | Душан Јауковић          |
| Половно              | 2024 | Djomy                   |
| Прва дама            | 2024 | Wedia                   |
| Растају се           | 2024 |                         |
| Шта би дао           | 2024 |                         |
| Марш у кола          | 2024 | Урош Божић              |
| Баксузе              | 2024 |                         |
| Бум бум              | 2024 |                         |
| Пансион              | 2024 |                         |
| Срце                 | 2024 |                         |
| Ја сам та            | 2024 | Урош Божић              |
| Нисам дрогирана      | 2024 |                         |